# European Rugby Cup
La European Rugby Cup, spesso abbreviata con l'acronimo ERC, è l'ex organismo di coordinamento del rugby a 15 di club di vertice in Europa.
Agente sotto la giurisdizione degli organismi istituzionali (IRB e FIRA-AER), essa organizzava le due maggiori competizioni continentali per club, la Heineken Cup (o coppa d'Europa) e l'European Challenge Cup.
La sua sede era a Dublino, in Irlanda, l'ultimo presieduta è stato il francese Jean-Pierre Lux, che ricoprì tale incarico dal 1999 al 2014, anno dello scioglimento della federazione, sostituita dall'European Professional Club Rugby.

## Storia
Con l'imminente apertura al professionismo nel rugby a 15, avvenuta nel 1996, i club dell'Emisfero Nord vollero dotarsi di una competizione internazionale allo scopo di favorire lo sviluppo della disciplina d'élite.

Il logo 2005-11

Fu così che, nel 1995, nacque la Coppa d'Europa di rugby, rinominata fin dall'inizio Heineken Cup per via dello sponsor, l'industria olandese della birra Heineken, che da allora ha sempre messo il suo marchio sulla competizione.
Rivolta alle federazioni dell'allora Cinque Nazioni (Inghilterra, Scozia, Irlanda, Galles e Francia), fin dalla prima edizione aprì le porte anche all'Italia e invitò un club della Romania; le squadre inglesi e scozzesi invece non presero parte alla prima edizione della Coppa, in quanto le rispettive federazioni non concessero il permesso ai propri club.
Dalla stagione 1996/97 la Heineken Cup assunse la composizione nazionale a tutt'oggi conosciuta, ovvero quella simmetrica alle sei federazioni dell'attuale Sei Nazioni; nell'occasione fu istituito un torneo cadetto, la European Challenge Cup - equivalente, per fare un parallelo con il calcio, alla UEFA Europa League, la vecchia Coppa UEFA - riservato alle squadre di club che nei rispettivi campionati si siano classificate immediatamente a ridosso di quelle che prendono parte alla Heineken Cup.
Tale competizione, a differenza del torneo maggiore, è aperta anche a club di Portogallo, Romania e Spagna.
Benché l'European Challenge Cup sia formalmente aperta anche alla Scozia, quest'ultima federazione non ha tuttavia club da iscrivere alla competizione, in quanto gli unici suoi due club partecipanti alla Celtic League, campionato che garantisce l'accesso alle competizioni ERC, partecipano esclusivamente alla Heineken Cup.
Nel 2014 l'organizzazione venne sciolta poiché venne creata la EPCR (European Professional Club Rugby), che sostituì l'Heineken Cup a 24 squadre con l'European Rugby Champions Cup a 20 squadre, e l'European Challenge Cup con European Rugby Challenge Cup.

## Organigramma
L'European Rugby Cup era diretta da un Consiglio (Board of Directors) composto da 12 membri, due per ogni Paese del Sei Nazioni, più il presidente: per Francia e Inghilterra uno dei membri è rappresentante della Federazione e l'altro della propria Lega rugbistica di vertice, mentre per i quattro Paesi del Pro12 i rappresentanti sono entrambi in quota federazione nazionale.
L'ultimo presidente fu Jean-Pierre Lux, presidente della Lega Nazionale Rugby francese, rieletto alla carica il 9 febbraio 2011.
L'ultimo organigramma, datato 2014, fu il seguente:

### Presidente
- Jean-Pierre Lux

### Membri del Consiglio
- Rob Andrew (RFU)
- Peter Boyle (IRFU)
- Philip Browne (IRFU)
- Mark Dodson (SRU)
- Fabrizio Gaetaniello (FIR)
- Roger Lewis (WRU)
- Marcel Martin (Ligue Nationale de Rugby)
- Ian McLauchlan (Scottish Rugby)
- Michel Pamié (FFR)
- Andrea Rinaldo (FIR)
- Peter Wheeler (Premiership)